# La folla. Seimila anni di lotta contro la tirannide
La folla. Seimila anni di lotta contro la tirannide è la prima edizione di un saggio di teoria politica
composto nel 1945 da Guglielmo Giannini.
Il saggio è incentrato sulla questione del rapporto tra la massa e il governo statale. Guglielmo Giannini, fondatore del celebre movimento dell'Uomo Qualunque (da cui l'invalso termine qualunquismo), si prefisse di contrastare la presenza dello stato nella vita sociale italiana, avversando sia il comunismo che il capitalismo della grande industria e propugnando invece un liberismo economico individuale.
"Nella storia e nella vita la folla è sempre riuscita a liberarsi dalla tirannide, e non c'è mai stata tirannide che non sia finita travolta dalla folla", scrive Giannini in poche lapidarie parole che costituiscono anche l'epitome delle idee contenute nel volume.

## Edizioni
- Guglielmo Giannini, La folla. Seimila anni di lotta contro la tirannide, Editrice Faro, Roma, 1945,  p. 310.